# Robert Reinick
Robert Reinick, född 22 februari 1805 i Danzig, död 7 februari 1852 i Dresden, var en tysk målare och poet.
Hans dikter har blivit tonsatta av bland andra Hugo Wolf och Robert Schumann.